# Eugoa subfasciata
Eugoa subfasciata là một loài bướm đêm thuộc phân họ Arctiinae, họ Erebidae.